# Ровеньки (станция)
Ровеньки (укр. Ровеньки) — грузовая и пассажирская станция Донецкой железной дороги в городе Ровеньки, Луганская область Украины.

## История
Открытие шахт в Ровенецкой слободе было связано со строительством Екатерининской (в настоящее время Донецкой) железной дороги. Ровеньки были одной из её станций.
С июля 2010 года железнодорожную станцию возглавляет Алексей Юрьевич Шкондин (родился в Енакиево в 1986 году).

## Деятельность
На станции осуществляются:
- продажа пассажирских билетов;
- приём и выдача багажа;
- приём и выдача грузов повагонными и мелкими отправками (имеются подъездные пути, крытые склады и открытые площадки), а также в универсальных контейнерах (3 и 5 тонн).